# Choya Umeshu

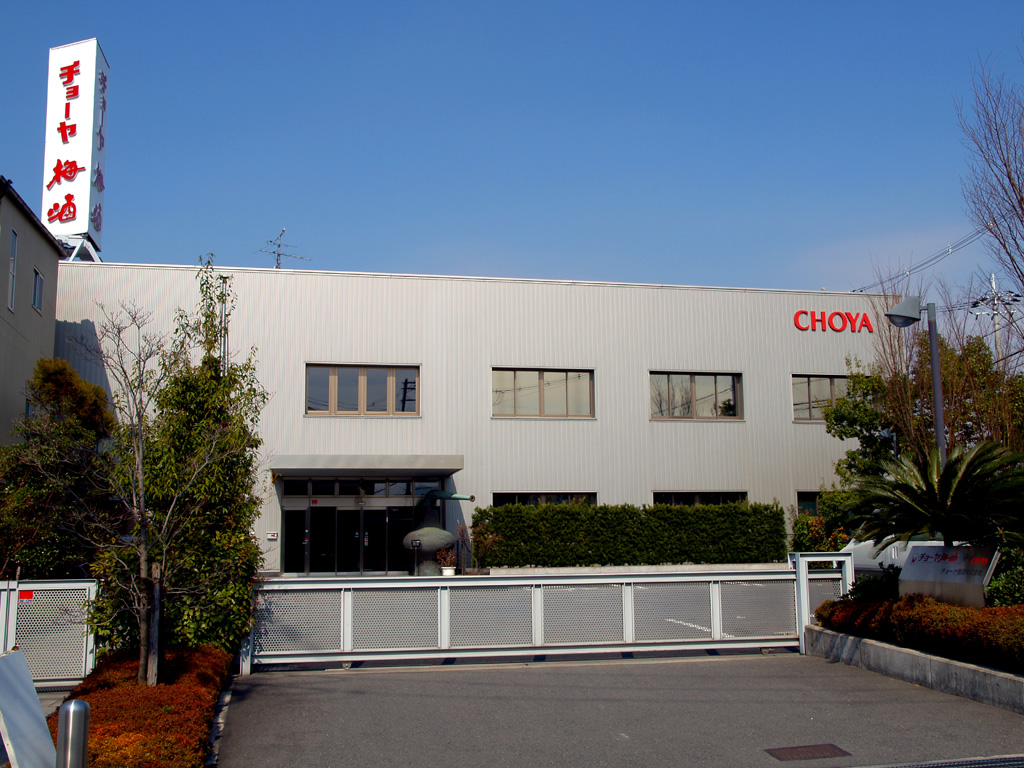
Siège de Choya (Habikino).

 (avril 2018).
Si vous disposez d'ouvrages ou d'articles de référence ou si vous connaissez des sites web de qualité traitant du thème abordé ici, merci de compléter l'article en donnant les références utiles à sa vérifiabilité et en les liant à la section « Notes et références ».
Choya Umeshu Co., Ltd. (チョーヤ梅酒株式会社, Chōya Umeshu Kabushiki-gaisha) ou Choya, est une entreprise japonaise basée à Habikino, Osaka, au Japon, qui est spécialisée dans la production et la vente de liqueur de prune, umeshu. Ses autres produits comprennent le brandy, le saké, le vin et les aliments. La société a commencé à produire du umeshu en 1959. En 2011, les produits de la société sont distribués dans plus de 60 pays.

## Histoire
- 1914 : culture de raisins.
- 1924 : la société est fondée par Sumitaro Kondo. Elle commence la production et la vente de vins.
- 1949 : début de la production et de la vente d'eau-de-vie.
- 1951 : début de la production et de la vente de vins de fruits.
- 1959 : début de la production et de la vente d'umeshu.
- 1962 : création de Choya Yoshu Jozo Co., Ltd.
- 1968 : début de la production et de la vente de liqueur à base de plantes médicinales. Les exportations d’umeshu commencent.
- 1973 : début de la production et de la vente de liqueur médicinale.
- 2000 : la société est rebaptisée Choya Umeshu Co., Ltd.
- 2009 : lancement d'une marque de cosmétiques Choya Puranasu, vendue par correspondance.
- 2010 : la société change de logo et adopte « Choya ».

## Principaux produits
- Choya Umeshu
- Choya Soda
- Choya Soda 0% (soda sans alcool)
- Choya Sarari
- Choya Excellent (Monde Selection, Grand Gold Quality Award)[2]
- Choya Kokuto Umeshu (Monde Selection, Gold Quality Award)[3]

## Usines de production
- Osaka Honsha (Habikino, Osaka)
- Osaka Kawamukai (Habikino, Osaka)
- Kishu (Tanabe, Wakayama)
- Iga Ueno (Iga, Mie)